# GMA Pinoy TV
GMA Pinoy TV è un canale televisivo internazionale filippino, proprietà della GMA Network Inc. È stato lanciato nel 14 marzo 2005, è destinato ai filippini al di fuori delle Filippine.

## Programmazione
La programmazione di GMA Pinoy TV consiste principalmente in spettacoli dalle Filippine di GMA, nonché in programmi, documentari, film ed eventi sportivi precedentemente trasmessi dalle Filippine. La maggior parte degli spettacoli del fine settimana sono aggiornati, ad eccezione di alcuni spettacoli trasmessi in ritardo di un episodio.